# Empidideicus turneri
Empidideicus turneri är en tvåvingeart som beskrevs av Hesse 1938. Empidideicus turneri ingår i släktet Empidideicus och familjen svävflugor. Inga underarter finns listade i Catalogue of Life.